# Maspalomas fyr
Maspalomas fyr (spanska: Faro de Maspalomas) är en fyr på södra delen av Gran Canaria. 
Fyren, som tändes första gången den 1 februari 1890, står i ett turistområde omkring 4 kilometer söder om Maspalomas och är omgiven av sanddyner. Det murade tornet är 56 meter högt och fyrlyktan avger tre (1+2) blixtar var trettonde sekund. Fyren är hopbyggd med fyrvaktarbostaden. Lysvidden är 19 sjömil.
I juni 1861 föreslog en kommitté att en fyr skulle byggas på platsen, men först år 1884 fick den lokala ingenjören Juan de León y Castillo i uppdrag att bygga fyren. Arbeten drog ut på eftersom man bland annat var tvungen att anlägga en pir i det som då var ett obebott ökenområde för att kunna transportera dit byggnadsmaterialet med båt.

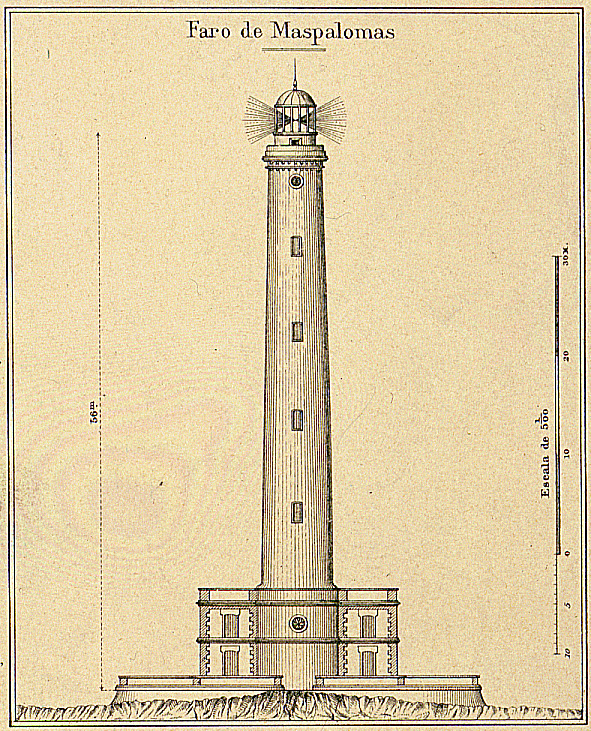
Teckning av fyren.

Maspalonas fyr är Spaniens tredje högsta och ett omtyckt turistmål. Fyren och fyrplatsen skyddades som ett historiskt monument den 12 april 2005.
Fyrplatsen kan besökas men själva  fyren är stängd för allmänheten.